# 备急千金要方
《备急千金要方》，简称《千金要方》、《千金方》，唐朝医学家孙思邈著，共三十卷（《道藏》收入时析为93卷），二百三十二门，收集药方五千三百首。撰于公元652年。该书有述有作，验方经方兼备，是中国第一部理法方药俱全的医学巨著，是继张仲景《伤寒杂病论》后中国医学的又一次总结，被誉为中国历史上最早的临床医学百科全书。
《千金要方》汲取《黄帝内经》关于脏腑的学说，第一次完整地提出了以脏腑寒热虚实为中心的杂病分类辨治法；搜集了唐以前许多医论、医方以及用药、针灸等经验，兼及服饵、食疗、导引、按摩等养生方法，内容丰富，是唐代中医学发展中具有代表性的巨著，对后世中医学特别是方剂学的发展，有着明显的影响和贡献；并对日本、朝鲜传统医学之发展也有积极的作用。日本于1974年成立千金要方研究所，特重新精印南宋本《备急千金要方》，并誉之为“人类之至宝”。
《千金要方》保存了大量唐代之前的医学文献，从基础理论到临床各科理、法、方、药齐备，并汇编众多书籍和民间处方，记录了妇科、儿科、内科、外科等各个科室疾病的诊断、预防、食品营养、针灸治疗等等，其中养生长寿等内容极其丰富和珍贵，至今仍在使用。

## 大醫精誠
《大医精诚》一文出自中國唐朝孙思邈所著之《备急千金要方》第一卷，乃是中醫學典籍中，論述醫德的一篇極重要文獻，為習醫者所必讀。

### 內容提要
《大醫精誠》論述了有關醫德的兩個問題：第一是精，亦即要求醫者要有精湛的醫術，認為醫道是「至精至微之事」，習醫之人必須「博極醫源，精勤不倦」。第二是誠，亦即要求醫者要有高尚的品德修養，以「見彼苦惱，若己有之」感同身受的心，策發「大慈惻隱之心」，進而發願立誓「普救含靈之苦」，且不得「自逞俊快，邀射名譽」、「恃己所長，經略財物」。

### 成就
科学无人文则盲，人文无科学则空。《大医精诚》一文开创了论医德之先河，其医德思想兼具“仁术”“仁心”，从多角度、多层次深刻阐述从医者的精神信仰和人道主义精神，蕴含的“仁怀天下”的价值观念、“慎独勤勉”的行医态度、“诚信求真”的职业品行和“同理平等”的处患之道，符合医学教育的本质属性，“精”与“诚”的核心思想不断促进着医生人文精神的培育。

## 版本
《千金要方》流传至今的版本大致分为两类：一是早期传本系统，其内容未经后人校改，较大程度保存原书原貌，包括日藏古抄本《真本千金方》（“真本”）残卷1卷、黑城出土《孙真人千金方》英藏残片及俄藏残叶、日藏《新雕孙真人千金方》残卷20卷（1064年前，简称“新雕本”）3种木刻古本；二是后世广泛流传的《千金方》传本系统，其祖本均源自北宋校正医书局对该书重加整理刊印的《备急千金要方》（1066年，30卷，简称“宋校本”)。统计数据显示，以宋校本比照新雕本的异文约720处，以新雕本比照宋校本的异文约175处。